# Монастырь Святого Франциска (Москва)
Монастырь Святого Франциска Ассизского в Москве — католический монастырь, один из пяти францисканских монастырей в современной России. Расположен по адресу: Шмитовский проезд, д. 2А.
Разрешение на строительство францисканского монастыря в Москве дал ещё в 1705 году Пётр I. Благодаря этому в XVIII веке в Москве сформировалась и некоторое время просуществовала небольшая францисканская община.
С августа 1993 года в Москве открыта миссия конвентуальных францисканцев и францисканская община, а с 30 марта 1996 года действует монастырь Св. Франциска Ассизского, принадлежащий ордену францисканцев-конвентуалов (OFM Conv). Гвардиан (настоятель монастыря) — священник Пётр Корнелюк. 21 февраля 2001 года решением Генерального капитула Ордена три российских францисканских монастыря (в Москве, Санкт-Петербурге и Калуге) подчинены Российской генеральной кустодии Св. Франциска Ассизского.